# Hada plebeia
Hada plebeia là một loài bướm đêm trong họ Noctuidae.